# 堀内美里
堀内 美里（ほりうち みさと、1999年3月4日 - ）は、北海道放送（HBC）のアナウンサー。

## 来歴
北海道札幌市出身。札幌日本大学中学校・高等学校、北海道大学工学部卒業。北海道大学ではよさこいソーランのチームに所属していた。
大学を卒業後、2021年10月に北海道放送に入社。同局のアナウンサーになり、2022年1月11日に昼のラジオニュースで初鳴きを果たした。同期の糸賀舜は中学・高校時代の同級生で、10月入社の堀内よりも一足早く北海道放送に入社した。

## 担当番組

### テレビ番組
- グッチーな![8]
- サンデーDokiっと！[8]
- 海と日本プロジェクト - 応援リーダー[9]
- 吉田類 北海道ぶらり街めぐり[10]
- サタブラ～SATURDAY BRUNCH～
- ジンギス談
- 今日ドキッ!

### ラジオ番組
- グッチーのGood Friday![8]
- ウチらの時代[9]
- 言いたいことは山々ですが[11]